# Salvador Peña Martín
Salvador Peña Martín (Granada, 1958) es un profesor y traductor español.

## Trayectoria
Es profesor de lengua árabe y traducción en la Universidad de Málaga, también ejerció labores docentes en las universidades de Bagdad, Leeds, Granada, Tetuán y Castilla-La Mancha, entre otras.
Para las diferentes colecciones de la Escuela de Traductores de Toledo, el profesor tradujo del árabe al español obras del egipcio Musad Basta, del libanés Rashid Al-Daif, del marroquí Abdelmajid Benjelloun y de los sirios Salim Barakat y Abu-l-Allá Al-Maarri] (s.X).
En 2017 recibió el Premio Nacional de Traducción de España por la versión al castellano de Mil y una noches (كتاب ألف ليلة وليلة), traducción que también recibió el Sheikh Hammad Award for Translation de Catar (2016) y el Premio de Traducción de la Sociedad Española de Estudios Árabes (2017).